# Јужна Италија
Јужна Италија (итал. Sud Italia, нап. ′o Sudde, сиц. Italia dû Sud) је макрорегија у Италији која означава јужни део државе.
На овој територији, некад су постојале разне државе пре италијанског уједињења као што су Напуљско краљевство и Краљевство Сицилија. Сардинија је током времена имала другачију прошлост од копненог дела, али се и она убраја у тај јужни део.

## Етимологија
На италијанском за овај део регије се каже Mezzogiorno. Термин се односи на интезитет и положај сунчевих зракова на југу полуострва. Израз је добио на значењу након уједињења.
Термин се може повезати и са француским Midi, сличног значења за југ Француске.

## Регије
Јужна Италија захвата регије које се могу повезати са територијом некадашњег Краљевства Две Сицилије. Поред овог ту је свакако и разлог јужних италијанских дијалеката који су карактеристични по споријем говору од севернијих који су скоро неразумљиви. Абруцо, Апулија, Базиликата, Кампанија, Калабрија, Молизе спадају у те регије заједно са Сицилијом, због културолошких и историјских сличноти. Сардинија, са друге стране, се мање уклапа у тај менталитет те се више због статистичких и економских разлога убраја у тај део републике.

## Географија
Јужна Италија формија доњи део италијанске „чизме”.„Чланак” представља Кампанија, „ножни прст” Калабрија, „табан” Базиликата а „пету” Апулија. Калабрију од Сицилије одваја узани Месински мореуз који је у најужем делу широк само 3,1 km и познат по немирним водама.
Тарантски залив, назван по Таранту, одваја пету од чизме. Са те стране се налази и Јонско море које је раније сматрано делом Јадрана, мада га данас сматрају одвојеном морском површином. На источној обали је Јадранско море, које идући ка југу води до Отрантских врата. На југозападном делу полуострва се налази острво Сардинија, док је изнад њега Корзика, данас део Француске. Западна обала Италије излази на Тиренско море. Оно је Месинским мореузом, на југу, повезано са Јонским морем. Тиренско море је добило име по предводиоцу Етрураца из Лидије на простор данашње Италије, Тирену. Ту се налазе Салернски залив и Напуљски залив. Амалфијска обала је јужна обала Салернијског залива. Амалфијска обала представља једну од не само највећих туристичких атракција у Европи, већ и у свету.
Клима је у јужном делу Италије медитеранска.